# Morski Park Narodowy Sainte Anne
Sainte Anne Marine National Park – morski park narodowy położony około 5 km od stolicy Seszeli, Victorii, obejmuje 6 małych wysepek. Park utworzony został 19 marca 1973 w celu ochrony przyrody, obszar bogaty w endemiczne okazy fauny i flory. Znany i ceniony przez turystów, w parku zabronione są wędkarstwo i sporty wodne, popularne jest tu nurkowanie i snorkeling.
Park składa się z sześciu wysp leżących w obrębie dystryktu Mont Fleuri:
- Sainte Anne – 2,19 km²;
- Cerf Island – 1,27 km²;
- Île Cachée – 0,021 km²;
- Round Island – 0,018 km²;
- Long Island – 0,212 km²;
- Moyenne Island – 0,089 km².

Łączna powierzchnia sześciu wysp parku wynosi 3,80 km². Całkowita powierzchnia parku to 1384,75 ha.

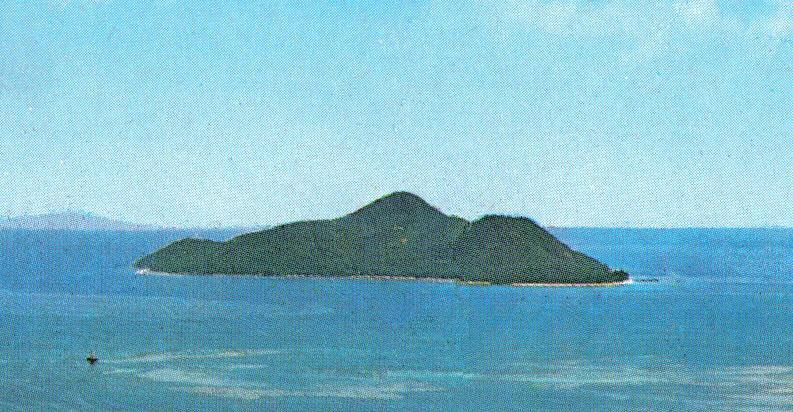
Sainte Anne - widok z wyspy Mahé
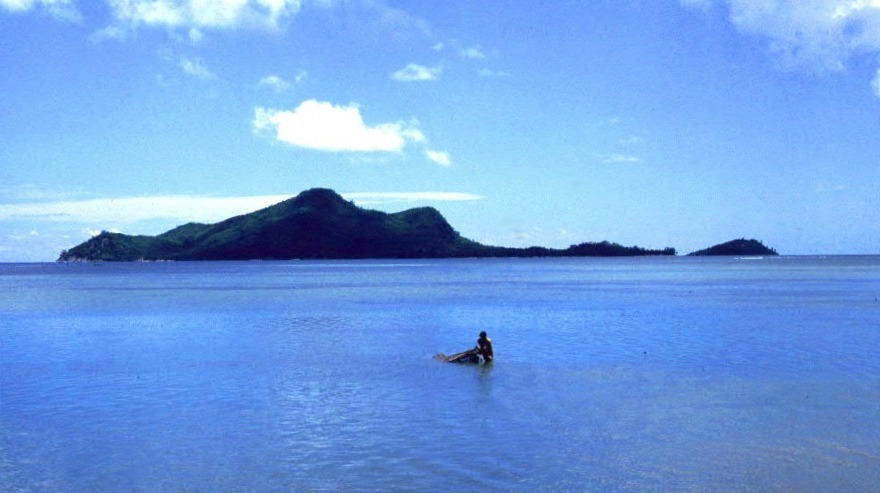
Cerf - widok z Mahé
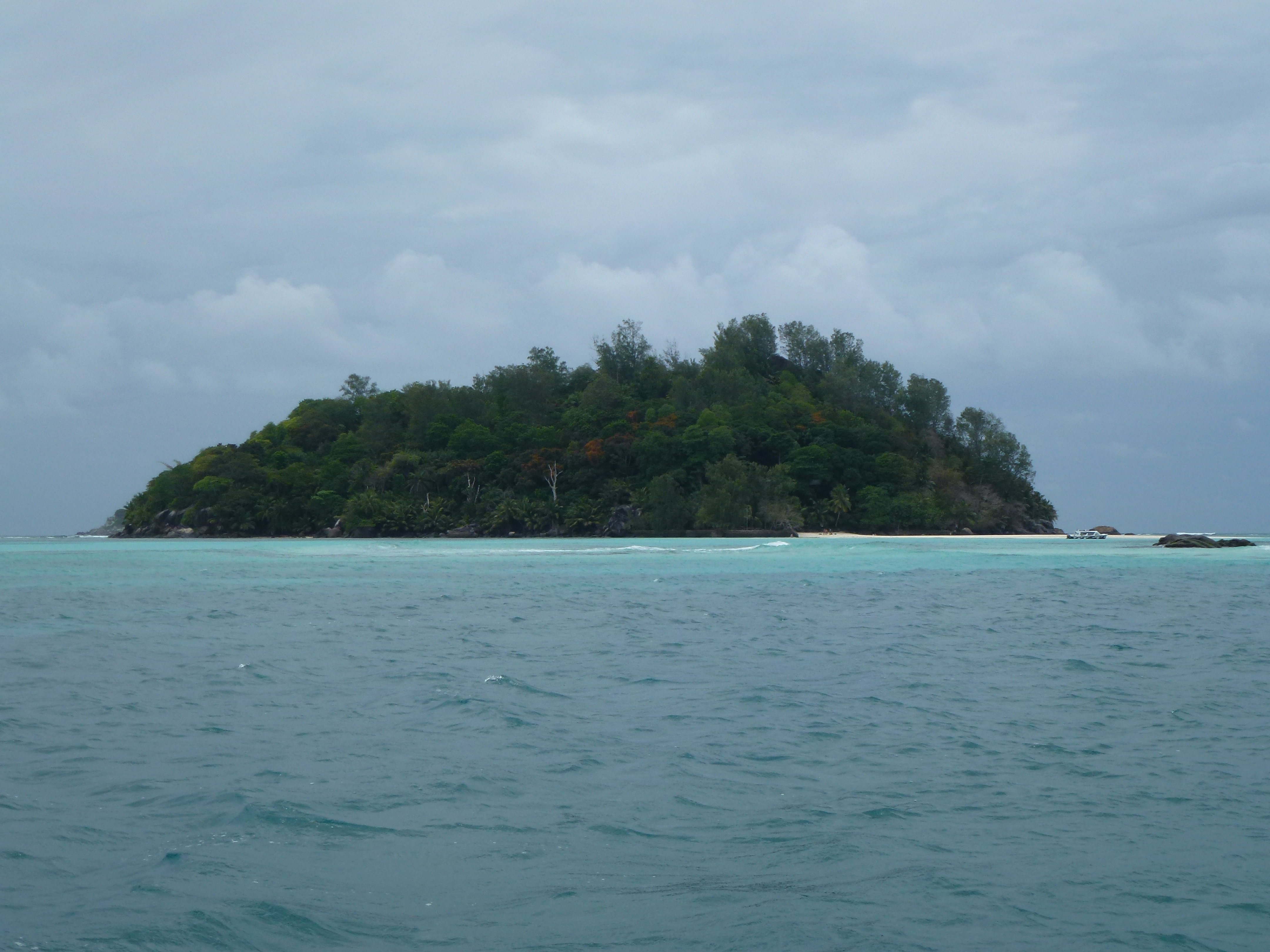
Moyenne Island